# The Guardian
The Guardian és un periòdic britànic propietat del Guardian Media Group. Es publica de dilluns a dissabte en un format anomenat "berliner" o "midi", que mesura uns 470 mm × 315 mm. Abans de 1959 s'anomenava The Manchester Guardian, reflectint el seu origen provincià. De vegades encara és esmentat amb aquest nom, sobretot a Nord-amèrica, tot i que té la seva base a Londres des de 1964 (amb impremta tant a Manchester com a Londres).

## Posició política i opinió editorial
Els articles editorials de The Guardian prenen partit sovint pels polítics de centreesquerra. Això també es reflecteix en els lectors: segons una enquesta internacional del 2004, un 48% dels lectors de The Guardian voten els laboristes i un 37% els liberals demòcrates.
A les eleccions pel lideratge del Partit Laborista del 2015, The Guardian va recolzar a Yvette Cooper i va ser crític amb, el més esquerranós, Jeremy Corbyn, el candidat reeixit. Encara que la majoria dels columnistes polítics de The Guardian es van oposar a la victòria de Corbyn, Owen Jones, Seumas Milne i George Monbiot van escriure articles a favor seu.